# Barat (Višnjan)
Barat (olaszul: Baratto) falu Horvátországban, Isztria megyében. Közigazgatásilag Višnjanhoz tartozik.

## Fekvése
Az Isztria középső részén, Pazintól 18 km-re nyugatra, községközpontjától 2 km-re délre levő dombvidéken fekszik.

## Története
A régészeti leletek tanúsága szerint területe már a történelem előtti időkben is lakott volt. A 10. és 12. század között a poreči püspökséghez tartozott, majd a motovuni uradalom része volt. A višnjani közösség a velencei uralom idején jött létre. A településnek 1880-ban 40, 1910-ben 68 lakosa volt. Az első világháború után a rapallói szerződés értelmében Isztria az Olasz Királysághoz került. A második világháború után Jugoszlávia része lett. Jugoszlávia felbomlása után 1991-ben a független Horvátország része lett. 2011-ben 23 állandó lakosa volt. Lakói mezőgazdasággal és állattartással foglalkoznak.

## Nevezetességei
Szent Balázs és Szent Foska tiszteletére szentelt temploma a 16. században épült a korábbi templom helyén. 1895-ben teljesen megújították. Egyszerű egyhajós négyszög alaprajzó épület, homlokzata felett nyitott egyfülkés harangtoronnyal, benne egy haranggal. A bejárat feletti négyszögletes fülkében a poreči püspökség címere látható alatta az 1895-ös renoválás időpontjával.

## Lakosság
| Lakosság változása | Lakosság változása | Lakosság változása | Lakosság változása | Lakosság változása | Lakosság változása | Lakosság változása | Lakosság változása | Lakosság változása | Lakosság változása | Lakosság változása | Lakosság változása | Lakosság változása | Lakosság változása | Lakosság változása | Lakosság változása |
| ------------------ | ------------------ | ------------------ | ------------------ | ------------------ | ------------------ | ------------------ | ------------------ | ------------------ | ------------------ | ------------------ | ------------------ | ------------------ | ------------------ | ------------------ | ------------------ |
| 1857               | 1869               | 1880               | 1890               | 1900               | 1910               | 1921               | 1931               | 1948               | 1953               | 1961               | 1971               | 1981               | 1991               | 2001               | 2011               |
| 0                  | 0                  | 40                 | 57                 | 72                 | 68                 | 0                  | 0                  | 49                 | 38                 | 38                 | 16                 | 17                 | 24                 | 25                 | 23                 |